# Бадан (Сомали)
Бадан (араб. برن‎, сомал. Badhan) — город в регионе Санаг штата Пунтленд в Сомали.

## География
Город расположен на высоте 1106 метров над уровнем моря.
Ближайшие населённые пункты: Хадафтимо, Дудимо, Армале, Эльбух, Эригабо, Буран, Ласо-Дауао, Эль-Дофар.
Ближайшее море: Аденский залив.
Ближайший портовый город: Босасо..
Ближайшая горная вершина хребта Кал-Мадоу, подрайона гор Ого: гора Шимбирис, 2416 метров над уровнем моря.

## Обзор

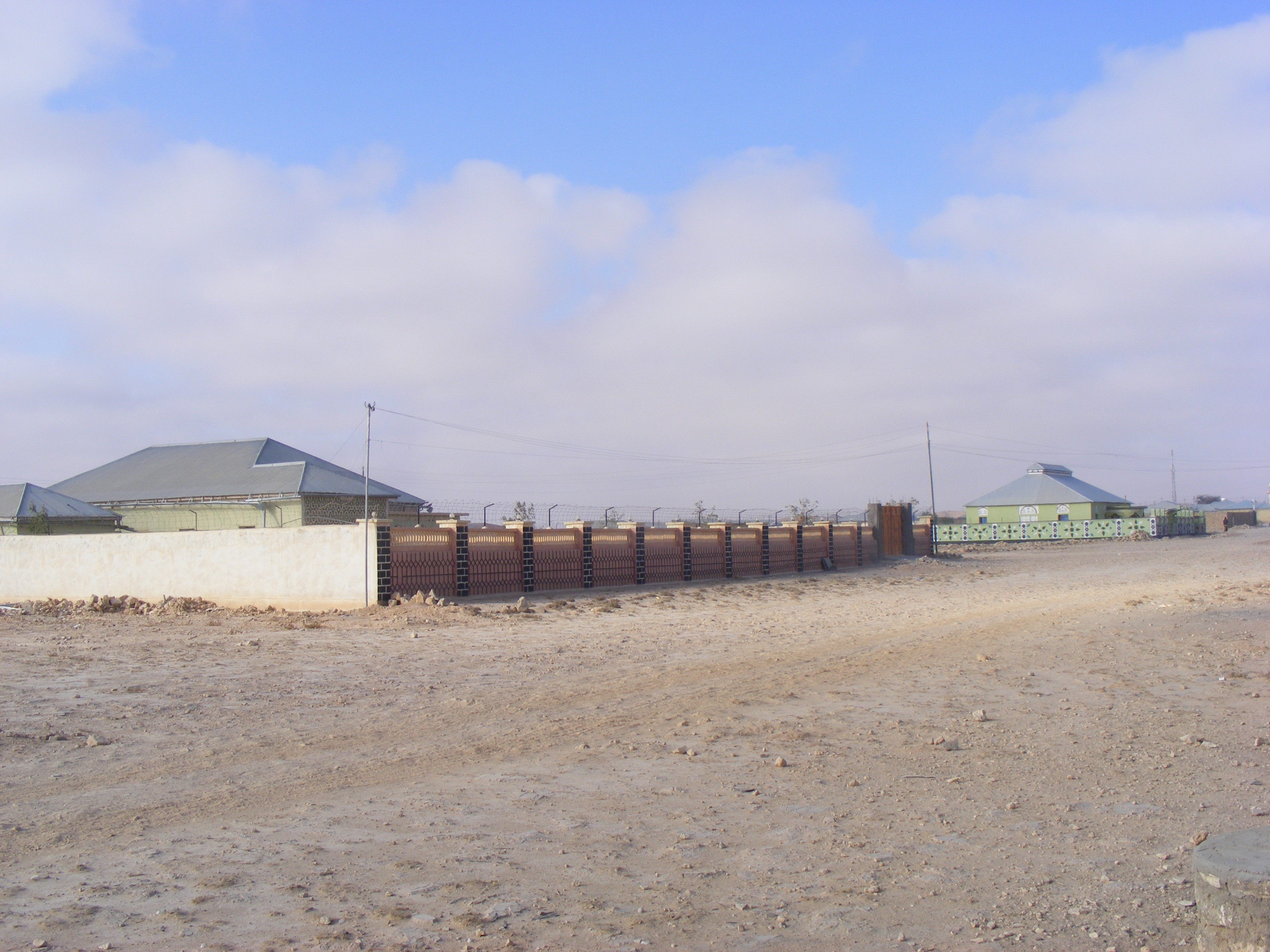
Вид жилого района в Бадане.

В сезон дождей здесь всегда была опасность затопления. В 1971 году город был перенесен поближе к колодцу (боруэлле) под названием Бадан и с тех пор носит это название. Впервые этот район был заселен в XIV веке сомалийскими пастухами из подклана Варсангали клана Дарод, поскольку для их стад здесь была вода.
Бадан также известен как место сражений между дервишами Мохаммеда Абдуллы Хасана и султанатом Варсангели. Хасан, предводитель дервишей, приказал построить в городе новый 'великий форт'. В настоящее время форт нуждается в реставрации, поскольку он разрушился от времени.

## Политика
Бадан был столицей штата Маахир, который позже был включен в состав Пунтленда в январе 2009 года. Означенная структура была первоначально создана сообществом Варсангали в противовес спорам Пунтленда и Сомалиленда по поводу их населённой территории.
В сентябре 2019 года в Баране по инициативе Министерства внутренних дел Пунтленда прошли местные выборы, мэром был избран Ахмед Мохамед Тимир.
В январе 2021 года Пунтленд направил войска в Бадан, чтобы предотвратить попытки Сомалиленда провести регистрацию избирателей в городе. Для наблюдения за операцией в город прибыл спикер Палаты представителей Пунтленда (парламента) Абдирашид Юсуф Джибриль.
Влияние Сомалиленда в городе уменьшилось, когда почти все местные ополченцы, ранее лояльные Сомалиленду, перешли на сторону Пунтленда и усилили контроль Пунтленда над городом. Омар С Махмуд тогда сообщил:
Начальник штаба Вооруженных сил Сомалиленда генерал Нух Исмаил Тани, к удивлению, выразил облегчение. Он отметил, что Сомалиленд просто платил этим силам за то, чтобы они не присоединялись к Пунтленду, но взамен это по-настоящему не продвигало интересы Сомалиленда.
В январе 2018 года Гамаль Мохамед Хасан, министр планирования и международного сотрудничества, посетил Бадан, а также город Дахар в регионе Санаг вместе с официальными лицами Пунтленда.
31 января 2023 года началась регистрация избирателей на выборах в местные органы власти Пунтленда в Бадане, регион Санааг. Регистрация избирателей осуществлялась Переходной избирательной комиссией Пунтленда (ПИК), которая является независимым органом, мандат которого заключается в проведении свободных и справедливых местных выборов в Пунтленде.
Район Бадан региона Санаг Пунтленда выделил 22 избирательных участка. Все избирательные участки в округе Бадан:
- Интин,
- Хорсед,
- Вабери,
- Голис,
- Кудлохо,
- Кур-Илало,
- Калмадоу,
- Джилдура,
- Хигло,
- Гумар,
- Рад,
- Лако,
- Мидигале,
- Мокор,
- Канобадан,
- Каравайн,
- Фаракадей,
- Дал-ло,
- Ад,
- Хадафтимо,
- Хайлан,
- Дханаха,
- Банадарсама,
- Джиканьо,
- Харгадхире,
- Миндхичир,
- Корьо губан,
- Кадсаран,
- Сил-Магак Лех,
- Карар,
- Силбуух 1,
- Силбуух 2 и
- Гид-Ларифай.

Мобильные бригады ТПЭК будут работать в селах и сельских районах внутри районов, не прошедших регистрацию и голосование.
18 марта 2023 года TPEC представила полный предварительный список зарегистрированных избирателей в районах Пунтленда и населённых пунктах, где была проведена регистрация. 22 608 избирателей были зарегистрированы TPEC в районе Санаг в Пунтленде. 17 784 избирателей, зарегистрированных на 22 заранее запланированных избирательных участках и 16 отдаленных участках, обслуживаемых мобильными группами TPEC, прибыли из округа Бадан.

## Демография
В городе проживает исключительно клан Варсангали, входящий в более широкий клан Харти Дарод.

## Образование
Сомалийский национальный университет имеет филиал в Бадане.
В январе 2021 года центральный комитет университета похвалил филиал Пунтлендского национального университета в районе Бадан, который является последним филиалом, включенным в состав университета, за хорошую работу как для студентов, так и для преподавателей. Строительство университета было профинансировано на сумму 6 миллионов долларов США Кувейтским фондом арабского экономического развития по согласованию с федеральным правительством Сомали и осуществлено властями Пунтленда.

## СМИ
Сомалийское национальное телевидение и радио Могадишо ведут репортажи из Бадхана и регулярно освещают события.

## Мэр
На Бадхан претендуют как Сомалиленд, так и Пунтленд, каждый из которых имеет своего губернатора, который им управляет. 'Мэр Бадхана' и 'губернатор округа Бадхан' означают одно и то же.

### Сомалиленд
| Имя                                        | Сомалийское имя                                  | Срок полномочий     | Срок полномочий                    | Срок полномочий   |
| Имя                                        | Сомалийское имя                                  | Вступил в должность | Покинул офис                       | Длительность      |
| ------------------------------------------ | ------------------------------------------------ | ------------------- | ---------------------------------- | ----------------- |
| Абдале Махамед Фатх                        | Кабдалле Максамед Фатакс                         |                     |                                    |                   |
| Абдихаким Ахмед Махамуд (Абдихаким Вахаби) | Кабдишакиин Акмед Максамууд (Кабдишакиин Вахаби) | 2015                | Февраль 2017 (посмертная отставка) |                   |
| Али Хусейн Махамед (Али Сомали)            | Кали Ксусин Максамед (Кали Сомали)               | Март 2017 г.        | Май 2019                           | 2 года + 2 месяца |
| Махамуд Хамуд Умар                         | Максамуд Хамуд Кумар                             | Июнь 2019 г.        | По настоящее время                 |                   |

### Пунтленд
| Имя                  | Сомалийское имя        | Срок полномочий     | Срок полномочий    | Срок полномочий |
| Имя                  | Сомалийское имя        | Вступил в должность | Покинул офис       | Длительность    |
| -------------------- | ---------------------- | ------------------- | ------------------ | --------------- |
| Абдирисак Ахмед Иссе | Кабдирисак Акмед Чиисе |                     |                    |                 |
| Ахмед Махамед Тимир  | Акмед Максамед Тимир   | Сентябрь 2019 г.    | По настоящее время |                 |

## История
Город указан как Бадан в книге, изданной в Англии в 1951 году. Его координаты указаны как 10 градусов 43 минуты северной широты и 48 градусов 20 минут восточной долготы:18.
В 1910-х годах Саид Мохаммед Абдилле Хасан контролировал юго-восточную часть Британского Сомалиленда, а также построил форт в Бадане.
В 1933 году в Бадане разразилась засуха, и правительство открыло лагерь помощи, в котором разместилось от 2500 до 3000 человек.
В 1945 году правительство Сомалиленда использовало отравленную приманку, чтобы предотвратить нашествие саранчи, а население, особенно скотоводы, восстало против правительства от Зейры до Бадана, поскольку подозревало, что его действия направлены на выбраковку скота и уничтожение населения страны.

### Послегражданской войны в Сомали
В начале 2000-х годов Сомалиленд основал регион Бадан, а Пунтленд основал регион Хайлан и попытался принять участие в управлении Баданом. Однако проживавшие в этом районе кланы Варсангали не очень знали об этих районах и поддерживали мирные отношения с обеими странами:124.
В ноябре 2005 года в Санаге случилась засуха, и цена барреля воды в районе Бадан достигла 4500 сомалийских шиллингов.

### ШтатМаахир
В 2006 году клан Варсангали и правительство Пунтленда вступили в конфликт и дрались за подземные ресурсы в жилых районах клана Варсангали, и с тех пор Варсангали дистанцировались от Пунтленда. Однако Варсангали так и не присоединился к Сомалиленду:130.
В январе 2007 года районы Бадан и Дахар объявили о создании штата Махир и в одностороннем порядке присоединились к Федеративной Республике Сомали. Его столица называлась Бадан:130. Государство Махир вскоре стало нефункциональным, но Варсангали оставался двухобщинным с Сомалилендом и Пунтлендом и никогда не получал эффективного административного контроля ни от одного из них:132.
В феврале 2008 года режим Пунтленда покинул Бахан, и армия Сомалиленда вошла в город.
В 2009 году штат Махир был включен в состав Пунтленда:7. 
В 2011 году штат Махир прекратил свою деятельность из-за давления со стороны Пунтленда и Сомалиленда.

### Спор междуСомалилендом,ПунтлендомиВарсангали
В июне 2013 года силы Сомалиленда временно оккупировали район Бадан.
В декабре 2013 года президент Пунтленда посетил Бадан.
В марте 2014 года силы Сомалиленда временно оккупировали Бадан.
В октябре 2015 года восемь членов избирательной комиссии Сомалиленда были задержаны правительством Пунтленда в округе Бадан. Позже все были освобождены.
В июле 2016 года мэр Бадана, Сомалиленд, заявил, что регистрация избирателей на выборах в Сомалиленде проходит хорошо во всем округе Бадан. Министр обороны Сомалиленда посетил Бадан.
В феврале 2017 года губернатор района Бадан Сомалиленда скончался в больнице в Харгейсе.
В августе 2017 года Сомалиленд начал выдачу удостоверений избирателя для ноябрьских выборов в округе Бадан.
В октябре 2017 года избирательная комиссия Сомалиленда объявила, что в округе Бадан в качестве избирателей зарегистрировались 4235 человек.
В ноябре 2017 года министр безопасности Пунтленда посетил Бадан и объявил, что выборы в Сомалиленде здесь проводиться не будут. Фактически голосование также не проводилось.
В январе 2018 года министр планирования Сомали посетил Бадан. Сомалиленд в связи с этим выразил протест.

### Управление Пунтлендом
В марте 2018 года военные Пунтленда не позволили министру обороны Сомалиленда из округа Бадан посетить район Бадан.
Сообщается, что в августе 2018 года губернатора округа Бадан Сомалиленда заподозрили в присоединении к Пунтленду.
В сентябре 2018 года кабинет министров Пунтленда собрался в Бадане. Президент Пунтленда официально открыл университет (Махирский университет).
В мае 2019 года губернатор Бадана Сомалиленда Али Хусейн объявил о своей отставке. Сказав, что Бадан принадлежит Пунтленду.
В августе 2019 года губернатор Сомалиленда Бадан попал в засаду, устроенную ополченцами Пунтленда. Есть предположение, что засаду организовал бывший губернатор региона Бадхан, перебежавший в Пунтленд. Правительство Сомалиленда осуждает Пунтленд.
В сентябре 2019 года силы Пунтленда арестовали заместителя губернатора округа Бадан Сомалиленда Кабдираксмана Акмеда.
В сентябре 2019 года 26-летний Хаво Мохамуд Фарах был избран заместителем мэра района Бадан в Пунтленде.
В январе 2020 года Бадан посетила делегация во главе со спикером парламента Пунтленда.
В январе 2021 года силы Пунтленда вошли в Бадан и препятствовали регистрации избирателей на выборах в Сомалиленде, которые проводились правительством Сомалиленда.
В июне 2021 года правительство Пунтленда направило в Бадан специально обученные полицейские силы.
В октябре 2021 года старейшины Бадана осудили изгнание правительством Сомалиленда перемещенных лиц с юго-запада Сомали из Эригаво.
В марте 2022 года вице-президент Сомалиленда курировал пожертвование от Tawakal Transporters на сумму более 5000 долларов, переданное на помощь пострадавшим от засухи деревне Дханаха недалеко от Бадана.
В октябре 2022 года министр по социальным вопросам и делам семьи Сомалиленда посетил Бадан и встретился с местными интеллектуалами и старейшинами, чтобы обсудить, как Бадан может выйти из-под власти Пунтленда и вновь в состав Сомалиленда.
2 марта 2023 года член парламента Пунтленда, представляющий Бахан, был застрелен боевиками в Босасо.